# Aristides de Atenas
Aristides de Atenas (ou Aristides, o ateniense, Santo Aristides ou Marcianus Aristides) foi um autor cristão grego do século II dC que é primordialmente conhecido por sua obra Apologia de Aristides.

## Vida e obras
São muito escassos os dados disponíveis acerca de Aristides: é sabido que escreveu, enquanto vivia em Atenas no fim do segundo século, uma apologia dirigida ao imperador Adriano ou, talvez, ao seu sucessor, Antonino Pio (138-161). Segundo a História Eclesiástica de Eusébio, o imperador Adriano ter-se-ia convertido a uma religião mistérica quando da sua estadia na Grécia (123-127) e, na sequência de uma explosão de zelo por parte de fieis pagãos, assistiu a uma dramática perseguição a alguns cristãos. Nessa ocasião dois textos apologéticos surgiram: o de Quadrado e o de Aristides.
A apologia de Aristides visa a mostrar que os cristãos são os únicos detentores da verdadeira noção de Deus, demonstrando as inconsistências das concepções dos Caldeus, Gregos e Egípcios. Demonstra, ainda, o carácter elevado da vida moral cristã em profundo contraste com as corruptas práticas pagãs. O tom é nobre e calmo e procura testemunhar a razoabilidade do cristianismo mais por um apelo aos factos do que por subtis argumentações.
Pouco se sabia sobre ele, até que monges mequitaritas publicaram partes de um manuscrito de sua Apologia, em Veneza, junto com a tradução em latim. Houve constestações sobre a autencidade do manuscrito, particularmente de Ernest Renan. Entretanto, em 1889, Rendell Harris encontrou uma tradução completa em siríaco.